# Hyalomma franchinii
Hyalomma franchinii är en fästingart som beskrevs av Tonelli-Rondelli 1932. Hyalomma franchinii ingår i släktet Hyalomma och familjen hårda fästingar.
Artens utbredningsområde är Israel. Inga underarter finns listade i Catalogue of Life.